# La Folia
La Foliaⓘ is een van de oudste thema's in de Europese muziek. Gedurende de afgelopen vier eeuwen hebben meer dan 150 componisten dit thema gebruikt.

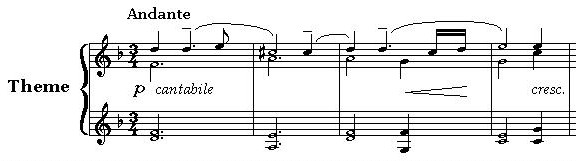
S. Rachmaninovs bewerking van La Folia in diens Variaties op een thema van Corelli (1931)

In de 17e eeuw was La Folia een snelle, opzwepende dans. De melodie ervan lag niet vast. In 1672 verscheen Les folies d'Espagne (LWV 48) van Jean-Baptiste Lully, geschreven voor vier blazers. Deze versie van La Folia zou de basis worden van variaties door vele componisten.
De oudste Folia-variaties in de Nederlanden verscheen rond 1689: Follie de Spagne, thema en 7 variaties, in het Klavierboek va Dimpna Isabella Reynders.
Bekende variaties werden geschreven door Arcangelo Corelli in 1700,
Antonio Vivaldi in 1705 (RV 63), Alessandro Scarlatti in 1723 (en eerder) en Johann Sebastian Bach in 1742 (Bauernkantate, BWV 212).
In 1719 nam Francesco Bartolomeo Conti de melodie op in zijn opera "Don Chisciotte in Sierra Morena" (slot eerste deel).
Andere componisten die het thema gebruikten waren Francesco Geminiani (Opus 5, nr.12); Carl Philipp Emanuel Bach (12 Variationen über die Folie d'Espagne, H263 Wq118/9); Mauro Giuliani ("Folies d'Espagne" Opus 45); Marin Marais ("Couplets de Folies d'Espagne"); Antonio Martin Y Coll ("Diferencias Sobre Las Folias" voor toetsinstrument).
In de 19e eeuw verdween de belangstelling voor La Folia grotendeels, al is het thema terug te horen in Beethovens vijfde symfonie, en in de Spaanse Rapsodie (1863) van Franz Liszt, en Carl Nielsen in zijn opera Maskerade (1906)). Het stuk kwam echter weer helemaal terug in de 20e eeuw door Sergej Rachmaninov in zijn Variaties op een thema van Corelli (1931) en Manuel María Ponce (Tema, 20 Variaciones & Fuga sobre La Follia, 1930). Sindsdien hebben vele componisten het thema weer gebruikt, onder wie Vangelis voor zijn nummer Conquest of Paradise.